# Sarkel
Sarkel ali Sarkil, kar v hazarskem jeziku pomeni »bela hiša«, je bila velika trdnjava, zidana iz kamna in opeke, ki so jo v 830. letih s pomočjo Bizantincev zgradili Hazari. Trdnjava je stala na levem bregu spodnjega Dona v sedanji ruski Rostovski oblasti.

## Gradnja
Sarkel se je začel graditi leta 833 za obrambo severozahodne meje hazarske države, ko so Hazari zaprosili bizantinskega cesarja Teofila za inženirje, ki bi jim zgradili utrjeno prestolnico. Teofil jim je poslal Petrona Kamatera, hazarski kagan pa mu je za protiuslugo odstopil Herson in nekaj drugih naselij na Krimu.
Zgodovinarji še danes ne morejo ugotoviti, zakaj so Hazari zgradili na Donu tako mogočno trdnjavo. Običajno se domneva, da je bil drago gradnjo motiviral pojav močne regionalne sile, ki bi lahko ogrozila hazarsko državo. Aleksander Vasijev in Georgij Vernadski, pa tudi drugi poznavalci, trdita, da je bil Sarkel zgrajen za obrambo življenjsko pomembne poti, po kateri so po kopnem transportirali ladje med Donom in Volgo. Mogoči sovražnik bi lahko bil  Ruski kaganat. Trditev je vprašljiva, ker je kaganat ležal več sto kilometrov severno. Druga regionalna sila, Madžari, za Hazare niso bili nevarni vsaj toliko časa, dokler so kaganu plačevali davke.

## Zgodovina
Sarkel je bil živahno trgovsko središče, ki je nadziralo transport ladij po kopnem med Donom in Volgo. Pot se je imenovala »hazarska cesta«. Uporabljali so jo predvsem Rusi za prevoz blaga  s Črnega morja na Kaspijsko jezero. Mesto je branil vojaški garnizon, v katerem so bili oguški in pečeneški najemniki.
Mesto in trdnjavo je leta 965 zavzela Kijevska Rusija kneza Svjatoslava I. V mesto so se zatem naselili Slovani in ga preimenovali v Belaja veža, kar pomeni »beli stolp« ali »bela trdnjava«. Mesto je ostalo slovansko vse do 12. stoletja, ko so celo področje zasedli Kipčaki.
Ostanke mesta je v 1930. letih izkopaval arheolog Mihail Artamonov. Njegovo izkopavanje je bilo najbolj velikopotezno izkopavanje kakšnega hazarskega najdišča. Artamonov je med izkopavanjem odkril številne predmete hazarskega in ruskega porekla in bizantinske stebre, ki so jih uporabljali pri graditvi mesta. Nahajališče je zatem poplavilo umetno Cimljansko akumulacijsko jezero, tako da nadaljnja izkopavanja niso več mogoča.